# Gaetano Vestris

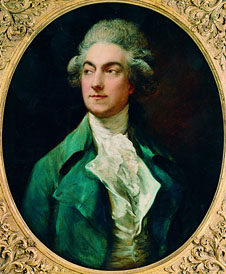
Gaetano Vestris auf einem Porträt von Thomas Gainsborough

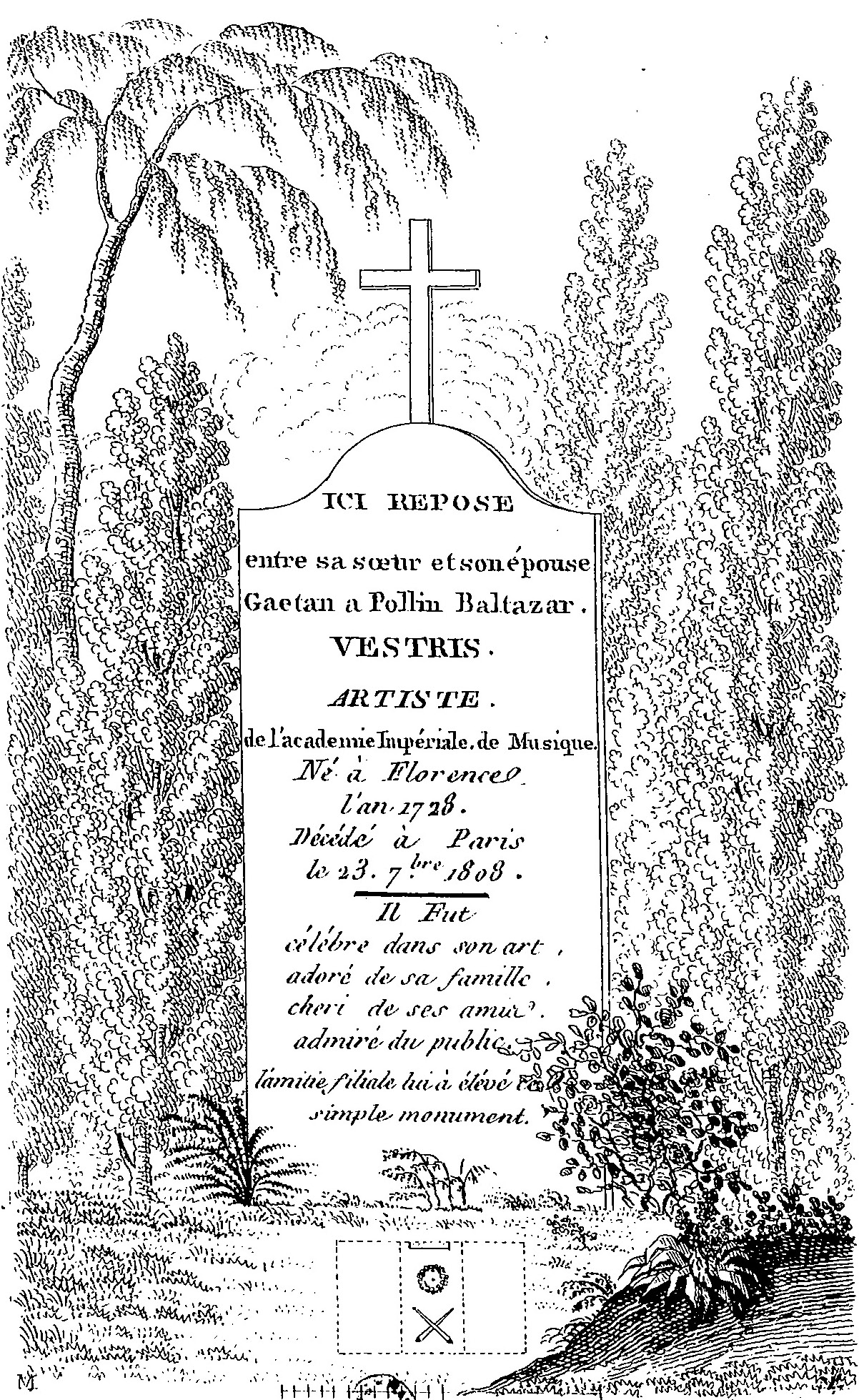
Grabmal im cimetière de Montmartre (Paris)

Gaetano Apollonio Baldassare Vestris (eigentlich Vestri) (* 1729 in Florenz; † 1808) war ein italienischer Tänzer und Choreograf. Gaetano war der Sohn von Tommaso Marino Ippolito Vestris und Violante Berenice, geb. Bruscagli, von deren sieben Kindern insgesamt drei den Tänzerberuf ergriffen haben: Gaetano, Teresa (1726–1808) und Angiolo (1730–1809).
Gaetano Vestris war Tanzlehrer von Wolfgang Amadé Mozart, wie Mozarts erster Biograph, Georg Nikolaus von Nissen, der zweite Mann Konstanzes, in seiner Lebensbeschreibung Mozarts schrieb.

## Leben und Wirken
Vestris erhielt bereits in den 1740er Jahren die Position des Ersten Tänzers in Wien, danach in Dresden. Er war Schüler von Louis Dupré an der Académie Royale in Paris, wo er 1749 debütierte. In Fachkreisen avancierte er zum „Tanzgott“ („dieu de la danse“). 1751 war er bereits so erfolgreich, dass ihm die Worte in den Mund gelegt wurden: „Es gibt nur drei große Männer in Europa: Den König von Preußen, Voltaire und mich.“
Er war Mitglied der Opéra National de Paris, wo er Tanzmeister von König Ludwig XVI. war. 1754 wurde er dort wegen einer Duellforderung entlassen. Ab 1763 wurde Vestris jährlich zur Festsaison von Herzog Carl Eugen nach Ludwigsburg an den Württembergischen Hof berufen. Nach strengen Sparauflagen wurde er 1767 aus dem Dienst des Herzogs entlassen. 
Von 1770 bis 1776 war er wieder an der Opéra Nationale de Paris wieder Tanzmeister und Choreograf, bis ihm 1776 Jean Georges Noverre nachfolgte. Anlässlich des Debüts seines Enkels trat er mit 71 Jahren noch einmal auf. Vestris war ein ausgezeichneter Mime und Tänzer. Er zählt zu den ersten Tänzern, welche die Maske ablegten und auch die Mimik im Tanz betonten. 
Vestris war mit der erfolgreichen deutschen Tänzerin Anna Heinel (1753–1808) verheiratet. Er hatte mehrere Kinder, die ebenfalls den Beruf des Tänzers ergriffen: Sein Sohn Auguste Vestris galt als der beste Tänzer seiner Zeit. Auguste debütierte als zwölfjähriger an der Opéra National de Paris und blieb dort 36 Jahre lang Solotänzer der Kompanie.
Gaetanos Bruder Angiolo Vestris (1730–1809) war mit Marie Rose Gourgaud, einer Schwester des berühmten Schauspielers Dugazon, verheiratet.
Therese, eine Schwester von Gaetano und Angiolo, war ebenfalls Tänzerin. Sie war vor allem für ihre zahlreichen Liebesaffairen bekannt.